# Барнаульский планетарий
Барнаульский планетарий — один из старейших планетариев в России. В данный момент расположен в здании бывшего кинотеатра «Родина» на пр. Ленина, 19. До этого был расположен в Октябрьском районе города в центре Изумрудного парка Барнаула, в здании бывшего Крестовоздвиженского храма. В 2019 году здание храма было возвращено Русской православной церкви.
Основным направлением деятельности Барнаульского планетария является популяризация естественнонаучных знаний о вселенной и космическом пространстве.

## История
Здание, в котором ныне расположен планетарий, первоначально являлось Крестовоздвиженской церковью при одноимённом загородном кладбище (полное название храма — «Во имя Воздвижения Честного Животворящего Креста Господня»). В январе 1902 года Барнаульская городская Дума приняла решение о строительстве каменного православного храма на Московском (Гоньбинском тракте) и утвердила попечителем над стройкой купца первой гильдии В. Д. Сухова, ранее являвшимся городским головой. Строительство велось на пожертвования граждан по проекту архитектора Бодунова. Храм был освящён в 1909 году, при этом обязанности церковного старосты по предложения Думы принял В. Д. Сухов. В клировой ведомости за 1910 год сказано: церковь «зданием каменная, в одной связи с такою же колокольнею, крепка, покрыта железом». В 1920 году Крестовоздвиженская церковь превращена в приходскую.
В 1932 году решением Западно-Сибирского крайисполкома храм был закрыт, а здание передано под избу-читальню районной библиотеки. Тогда же было принято решение о закрытии кладбища и превращения территории в сад культуры и отдыха имени Ударников. Первоначальный интерьер утрачен, а на западном фасаде заложен оконный проём. В 1950 году разобраны глава и барабан купола церкви. В том же году, 11 марта в помещении бывшей церкви открывается планетарий. В 1960 году проходит ещё одна реконструкция интерьеров, у южного фасада сооружается пристройка с декоративной колоннадой.
Новый планетарий стал 6-м по счёту из 25 ныне действующих в России. Первыми лекторами были Л. П. Леонов и В. С. Дронов. С 1964 года используется проектор немецкой фирмы «Карл Цейс Йена», показывающий на искусственном небесном своде 5800 звёзд, Млечный Путь, скопления звёзд, внегалактические и газовые туманности, планеты, метеоры, солнечные и лунные затмения, полярные сияния.
После распада СССР, в 1990-е — 2000-е годы представители РПЦ неоднократно заявляли о том, что здание бывшей церкви нужно передать Барнаульской епархии. В 2011 году администрация Алтайского края сообщила о планах по строительству нового планетария, который должен будет разместиться в Парке культуры и отдыха Центрального района.
В 2016 году сообщалось о возможном переезде планетария в здание кинотеатра «Родина», арендаторы которого со следующего года планировали приостановить его использование. В то же время, сегодняшний кинотеатр соответствует всем существующим для планетариев стандартам и требованиям, а его расположение позволит включить учреждение в туристско-экскурсионную карту для гостей города.

## Архитектура
Здание планетария имеет в своём плане крестообразную форму и композицию, ядром которой является восьмигранник; к нему примыкают крестообразно расположенные равновеликие рукава креста. Стены сложены из красного кирпича, на ленточном кирпичном фундаменте, с кирпичным цоколем. Кровельные покрытия выполнены из оцинкованной стали. Вход с западной стороны оформлен в виде арочного портала с широким пунктирным архивольтом из красного кирпича. Над входом расположена небольшая полуциркульная ниша, над строенными окнами — ложные оконные проёмы.
Декор фасадов достаточно скромный, но при этом выразительный. Он включает в себя разгрузочную арку на западной стороне, пунктирные архивольты и строенные углы.

## Современное состояние
Цикл лекций включает более 50 тем, а всего было проведено несколько десятков тысяч лекций. Также здесь проводятся викторины, экскурсии для школьников, музыкальные программы, благотворительные вечера.
Ежегодно проходят обучающие семинары с учителями физики и астрономии по организации работы с одарёнными детьми и по программе астрономии и космонавтики.
В октябре 2018 года директор планетария и его заместитель получили условные за нарушение авторских прав при демонстрации полнокупольных фильмов, а в декабре 2018 года начата процедура по передаче здания РПЦ, которая завершилась весной 2019 года.
После официальной передачи здания в собственность прихода Кресто-Воздвиженской церкви Барнаульской епархии планетарию была предоставлена возможность безвозмездного пользования зданием храма ещё два года, пока для него подбиралась подходящая площадка. Из возможных вариантов выбор остановили на кинотеатре «Родина», где временно размещался театр кукол «Сказка».
В данный момент Барнаульский планетарий расположен в здании бывшего кинотеатра «Родина» по адресу пр. Ленина, 19. Помещение полностью оборудовано под новый планетарий.

## Астрономические наблюдения
Помимо полнокупольных и мультимедийных программ в Барнаульском планетарии проводятся регулярные публичные астрономические наблюдения. Как вечерние — «вечера тротуарной астрономии», так и дневные — «Наблюдаем Солнце». Проводятся они на площадке возле входа в планетарий. Это дает всем неравнодушным к астрономии и вселенной увидеть космос, посмотреть в телескопы и узнать много нового о космосе и факты на астрономическую тематику.